# Czerwonka Wielka
Czerwonka Wielka – jezioro w woj. warmińsko-mazurskim, w pow. olsztyńskim, w gminie Purda, między wsiami: Nowa Wieś i Łajs, leżące na terenie Pojezierza Olsztyńskiego.
Według urzędowego spisu opracowanego przez Komisję Nazw Miejscowości i Obiektów Fizjograficznych (KNMiOF) nazwa tego jeziora to Czerwonka Wielka. W różnych publikacjach i na mapach topograficznych jezioro to występuje pod nazwą Duża Czerwonka.
Powierzchnia zwierciadła wody według różnych źródeł wynosi od 25,0 ha do 27,6 ha.
Zwierciadło wody położone jest na wysokości 131,0 m n.p.m. Średnia głębokość jeziora wynosi 9,4 m, natomiast głębokość maksymalna 23,3 m.
Ze względu na duże walory przyrodnicze jeziora te na mocy Rozporządzenia nr 54 Wojewody Olsztyńskiego z dnia 16 czerwca 1998 ustanowiono użytkiem ekologicznym. Obowiązuje tu zakaz niszczenia roślinności, budowania kładek i pomostów, zmiany stosunków wodnych i naruszania linii brzegowej.